# Uli Forte
Ulrich Massimo „Uli“ Forte (* 30. April 1974 in Zürich, Schweiz) ist ein ehemaliger italienischer Fussballspieler und heutiger Fussballtrainer.

## Privates
Forte wurde als Sohn italienischer Eltern aus Kampanien in der Schweiz als Secondo geboren. Er absolvierte seine Schul- und Studienzeit im Kanton Zürich. Nach dem Gymnasium in Winterthur folgte ein Studium der Finanzwissenschaften an der Universität Zürich.

## Spielerkarriere
Als Fussballer begann er beim FC Brüttisellen und durchlief alle Juniorenstufen. Es folgten später einzelne Einsätze in der damaligen Nationalliga-B-Mannschaft. Ab Sommer 1994 spielte er beim FC Red Star Zürich. Im Sommer 1999 wechselte er wieder in die Nationalliga B zum SC Kriens, wo er drei Jahre verbrachte.

## Trainerkarriere
Im Frühjahr 2002 begann er seine Trainerkarriere. Er war (Spieler-Trainer) beim FC Red Star Zürich in der 2. Liga Interregional, die er nach einem Jahr wieder in die 1. Liga führte und in den folgenden Jahren mit der Mannschaft in den Aufstiegsrunden zur Challenge League scheiterte. 
Im Sommer 2006 bekam er ein Angebot des FC Wil 1900, als Trainer im Profifussball einzusteigen. Er nahm an und erreichte mit der Mannschaft in der ersten Saison überraschend das Halbfinale des Swisscom Cup. Später wurde er auch deswegen zum „Swisscom Cup Team of the Year 2007“ an der Nacht des Schweizer Fussballs in Bern prämiert. In der zweiten Saison erreichte er mit dem FC Wil 1900 den 3. Schlussrang, womit zwei Punkte zum Direktaufstieg und ein Punkt zur Barrage in die Axpo Super League fehlten.
Ab der Saison 2008/09 stand er beim FC St. Gallen an der Seitenlinie und führte die "Espen" im gleichen Jahr wieder zurück in die Axpo Super League. Der Vertrag wurde im Dezember 2009 bis zur Saison 2011/12 vorzeitig verlängert. Nach der 0:1-Heimniederlage am 27. Februar 2011 gegen Thun wurde Uli Forte als Trainer des FC St. Gallen am 1. März 2011 nach exakt 1000 Tagen im Amt mit sofortiger Wirkung entlassen.
Am 16. April 2012 gab der Grasshopper Club Zürich bekannt, dass er den zuvor zurückgetretenen Trainer Ciriaco Sforza ersetzen werde. Er feierte in seiner 1. Saison den Cupsieg und den 2. Rang in der Liga. Am 1. Juni 2013 wurde bekannt, dass Forte nach Ende der Saison 2012/2013 den BSC Young Boys übernehmen werde. Am 6. August 2015 wurde er dort nach drei Unentschieden zum Meisterschaftsauftakt sowie dem Scheitern in der Qualifikation zur Champions League gegen die AS Monaco nach drei Meisterschaftsrunden entlassen.
Ab dem 13. Mai 2016 trainierte er den FC Zürich für die letzten drei Meisterschaftsspiele der Saison, stieg jedoch ab. In der folgenden Saison gelang Forte mit dem FCZ der Wiederaufstieg in die Raiffeisen Super League. Am 20. Februar 2018 wurde Forte entlassen.
Am 9. April 2019 verpflichtete Grasshopper Club Zürich, zu dem Zeitpunkt Tabellenletzter der Super League, erneut Forte als Trainer. Allerdings gelang es Forte nicht, den Abstieg in die Challenge League zu verhindern und stieg ab. Er blieb jedoch im Amt und wurde mit der Aufgabe, den sofortigen Wiederaufstieg anzustreben, betraut. Nach einem wenig erfolgreichen Start in die Rückrunde wurde Forte am 8. Februar 2020 als Trainer entlassen. 
2021 wurde Forte Trainer bei Yverdon, die ihren bisherigen Trainer, Jean-Michel Aeby, nach drei Niederlagen in Folge, kurz nach Saisonbeginn, entlassen hatten. Forte erreichte mit dem Verein den Cup-Halbfinal.
Zur Saison 2022/23 wechselte Forte nach Deutschland und übernahm den Zweitligisten Arminia Bielefeld. Er unterschrieb beim Absteiger einen Vertrag bis zum 30. Juni 2024 und folgte auf den Interimstrainer Marco Kostmann. Unter ihm verlor die Mannschaft die ersten vier Ligaspiele. Der einzige Pflichtspielsieg blieb der 7:1-Erfolg gegen den Oberligisten FV Engers 07 in der ersten Runde des DFB-Pokals. Aufgrund des Fehlstarts wurde Forte bereits am 17. August 2022 wieder entlassen.
Am 25. April 2023 wurde Forte als neuer Trainer von Neuchâtel Xamax vorgestellt. Er übernahm das Traineramt von Jeff Saibene mit dem Auftrag, den Club vor dem Abstieg zu bewahren.
Am 24. Dezember 2024 wurde bekanntgegeben, dass Forte auf die Rückrunde hin das Traineramt beim FC Winterthur übernehmen wird. Er unterschrieb einen Vertrag bis Sommer 2026.

## Erfolge als Trainer
- Schweizer Cupsieger: 2013 (Grasshopper Club Zürich), 2016 (FC Zürich)
- Meister der Challenge League und Aufstieg in die Super League: 2009 (FC St. Gallen), 2017 (FC Zürich)
- Meister der 2. Liga interregional Gruppe 6 und Aufstieg in die 1. Liga: 2003 (FC Red Star Zürich)